# Solare Meerwasserentsalzung
Die solare Destillation bezeichnet Methoden zur Entsalzung von Meerwasser mit Hilfe von Sonnenenergie. Dieser Artikel beschreibt eine Zusammenstellung der Verfahren.

## Physik der Verdunstung
Von Verdunsten spricht man, wenn die Temperatur der Lösung unter der Siedetemperatur liegt und der Dampfteildruck im umgebenden Trägergas (Luft) geringer als an der Flüssigkeit ist. Das Lösungsmittel verdunstet dann abhängig von der Temperatur und der Teildruckdifferenz. Der Gesamtdruck des an die Lösung angrenzenden Raumes ist dabei größer als der Teildruck des entstehenden Dampfes. Die Dampfdiffusion verteilt den Dampf im Trägergas. Bei Normaldruck bleibt z. B. die Temperatur von Wasser unter 100 °C.
Die Entsalzung von Meerwasser durch Verdunsten und anschließender Kondensation ist ein auf der Erde natürlich vorkommendes Verfahrensprinzip. Verdunstung und Kondensation von Wasser in Luft kann unter Nutzung der Solarenergie bei unterschiedlichen Temperaturen und bei Umgebungsdruck stattfinden. Niedrige Prozesstemperaturen ermöglichen den Einsatz von nichtkonzentrierenden Solarkollektoren, wobei die Wärmeverluste in Grenzen gehalten werden können. Niedrigere Prozesstemperaturen ermöglichen den Einsatz von preiswerten Materialien mit geringen Anforderungen an die Festigkeit und Korrosionsbeständigkeit. Dagegen ist der Flächenbedarf von Verdunstungsanlagen wesentlich größer, da die Verdunstungsleistung auch von der Oberfläche abhängt. Pro Flächeneinheit werden nur geringe Wärme- und Stoffstromdichten erreicht. Somit kann die gleiche Dampfleistung wie bei Verdampferanlagen nur über eine große Fläche gewährleistet werden.

## Physik der Verdampfung
Verdampfen ist ein thermisches Trennverfahren, das eine Flüssigkeit oder ein Lösungsmittel der Lösung eines nichtflüchtigen Feststoffes in den Dampfzustand durch Änderung der Temperatur und des Druckes überführt. Dabei wird das Lösungsmittel (meist Wasser) durch Erhitzen der Lösung auf Siedetemperatur dem eingestellten Druck entsprechend teilweise abgetrennt. Der entstehende Brüdendampf besteht im Gegensatz zur Destillation nur aus Sattdampf des Lösungsmittels. Der Wärmeinhalt kann zum mehrstufigen Verdampfen oder zur Lösungsvorwärmung wieder verwendet werden. Verdampfung kann unter unterschiedlichen Bedingungen stattfinden und damit zu verschiedenen Erscheinungsformen führen:
Stilles VerdampfenDas Sieden findet nur an der Flüssigkeitsoberfläche infolge freier Konvektion, bei geringer Heizflächenbelastung, statt.
Unterkühltes VerdampfenSieden findet vor Erreichen der druckabhängigen Siedetemperatur der Flüssigkeit bei hohen Heizflächenbelastungen statt. Dabei verdampfen und kondensieren örtlich an der Heizfläche entstehende Blasen gleichzeitig.
BlasenverdampfenDabei bilden sich Dampfblasen an der Heizfläche bei mittlerer Heizflächenbelastung. Die Dampfblasen entstehen an Poren und Unebenheiten der Wandfläche, die Gase oder Restdampf enthalten können. Diese stellen Keimstellen für die Dampfblasenbildung dar.

## Einfache solare Verdunstungsanlagen

### Gewächshausprinzip
In einem flachen, schwarzen (PE, PC) Becken mit einer Isolationsschicht als Wärmedämmung (z. B. Sand) und einer zeltförmigen, transparenten Abdeckung aus Fensterglas verdunstet durch die Absorption der Sonneneinstrahlung das Meer- oder Brackwasser. Der Wasserdampf schlägt sich an der Innenseite der windgekühlten Abdeckung nieder. Das Kondensat wird mittels Auffangrinnen zur weiteren Aufbereitung (Verschnitt mit Salzwasser) abgeleitet. Einfache Solardestillen nach diesem Prinzip wurden bereits seit Ende des 19. Jahrhunderts zur Meerwasserentsalzung eingesetzt. Bei Anlagen in Küstennähe wird das nach dem Verdunstungsprozess übrig gebliebene Meerwasser (Sole) wieder ins Meer zurückgepumpt. Die mittlere Produktionsleistung einer einfachen solaren Meerwasserentsalzungsanlage nach dem Gewächshausprinzip liegt im Sommer durchschnittlich bei bis zu 6 Litern pro Quadratmeter pro Tag und ca. 1,2 Litern pro Quadratmeter pro Tag Trinkwasser im Winter. Dies gilt für Jahreseinstrahlungsleistungen von 1500 bis 2000 kWh/m² (Mittelmeerraum) und einem Anlagenwirkungsgrad von 40 %. Daher sind sie sehr flächenintensiv, wenn große Wassermengen gewonnen werden sollen. Bei einer Lebensdauer von 20 Jahren und einem Zinssatz von 8 % ergibt sich ein Trinkwasserpreis von ca. 2,9 US$/m³.
Vorteile: Der Aufbau der Anlage ist einfach und kann ohne tiefgehende Spezialkenntnisse dezentral gebaut und angewendet werden. Bei Anlagen auf Meereshöhe ist keine elektrische Versorgung notwendig, da keine Pumpen eingesetzt werden müssen. Dadurch ist ein Einsatz in Regionen ohne Infrastruktur möglich.
Nachteile: Die Leistung der Anlage je Fläche ist vergleichsweise gering, da die Kondensation an der Glasfläche erfolgt und die Kondensationsenergie nicht zurückgewonnen und für eine Voraufheizung des Meerwassers genutzt werden kann.

### Kollektor und Solardestille
Die Produktion von Destillat steigt mit der Wassertemperatur progressiv an. Daher sollte die Destille mit einem solarthermischen Kollektor gekoppelt und die Kondensationsenthalpie des im Kollektor kondensierenden Wassers zur Aufheizung der Sole in der Destille genutzt werden. Die mit einem Kollektor gekoppelte Destille erbrachte bei guter solarer Einstrahlung im Vergleich zur einfachen Solardestille eine Produktionssteigerung von 15 %, bezogen auf 1 m² Anlagenfläche (Destille + Kollektor). Dagegen steht der sehr viel höhere Bauaufwand und die höheren Kosten eines Flachkollektors gegenüber der einfachen Solardestille. Jedoch haben Versuche gezeigt, dass durch eine Wärmezufuhr in das Solebad (externe Wärmequelle mit genügend hohem Temperaturniveau, ggf. Abwärme) und die damit verbundenen höheren Sole-Temperaturen oberhalb 80 °C Produktionssteigerungen von über 50 % erzielt werden können.

### Kaskadendestille
Laut Ergebnissen eines Projekts des Solar-Instituts Jülich ist die Kaskadendestille vergleichsweise aufwändig:

„In der Kaskadendestille ist das Salzwasserbecken treppenförmig angelegt, um den Abstand zwischen Wasseroberfläche und der geneigten Abdeckung möglichst gering zu halten. Die Kaskadendestille produziert im Vergleich zu einer einfachen Solardestille etwa 5 % mehr Destillat. Der höhere Bauaufwand und das aufwendigere Reinigen der Kaskaden können diesen geringen Mehrertrag jedoch nicht rechtfertigen. Ein Versuch, die zuzuführende Sole im Zwischenraum einer Doppelglasabdeckung durch Wärmerückgewinnung der Kondensationsenthalpie an der Abdeckung vorzuwärmen, brachte nur ungenügende Ergebnisse. Die Wärmeverluste durch Reflexion und Absorption in der Abdeckung sind dabei höher als der zusätzliche Energieeintrag der Wärmerückgewinnung, so dass die Effektivität der Anlage insgesamt vermindert wird.“

### Watercone

Watercone

Watercones können auch zur Gewinnung von Wasser aus Bodenfeuchte genutzt werden

Der Watercone besteht aus einer Absorberschüssel und einem bauchig geformten Kegel. Als Material wird beschichtetes Polycarbonat verwendet. Das Meer- oder Brackwasser wird manuell in das Absorberbecken geschüttet. Durch die Sonneneinstrahlung verdunstet das Wasser und kondensiert am Kegel. Das kondensierte Wasser läuft am Kegel ab in eine Auffangrinne. Dort wird das Wasser gespeichert und kann am Ende des Prozesses durch Umdrehen des Kegels und Öffnen des Verschlusses an der Spitze des Kegels entnommen werden. Zudem kann mit dem Watercone Bodenfeuchte aufgefangen und für Trinkwasser verwendet werden. Bei dieser Anwendung steht der Kegel direkt auf dem Erdboden. Die Bodenfeuchte kondensiert an der Kegeloberfläche, wird in der Auffangrinne gesammelt und kann danach genutzt werden.
Vorteile: Die Einfachheit des Watercone ist einer seiner größten Vorteile. Auch Bevölkerung mit einem niedrigen Bildungsniveau kann ihn ohne Probleme selbstständig benutzen. Das System ist durch Piktogramme einfach erklärbar. Es entstehen keine Kosten durch Stromverbrauch oder Wartungsbedarf. Das verwendete Material Polycarbonat ist leicht, transparent und praktisch unzerbrechlich; mehrere Watercone-Geräte können für Transport und Lagerung ineinandergesteckt werden. Mit einem Preis von unter 50 € pro Stück bei einer Lebensdauer von mindestens 3 Jahren und einer täglichen Produktion von bis zu 1,5 Litern liegt der Wasserpreis bei unter 3 Eurocent pro Liter (30 €/m³) und damit deutlich unter dem Preis von in Flaschen abgefülltem Trinkwasser.
Nachteile: Die gesamten Kosten sind am Anfang eines Projektes zu leisten. Dafür müssen Microcredits oder andere Finanzierungen zur Verfügung stehen, um das Gerät auch für die Ärmsten verfügbar zu machen. Ferner ist die Lebensdauer mit 3–5 Jahren relativ gering. Mit der Zeit wird das verwendete Material Polycarbonat matt.

### Methoden für den Notfall

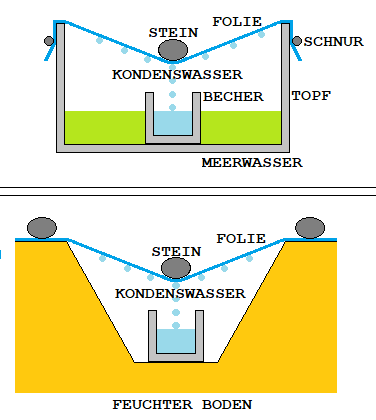
Methoden für den Notfall

Die Methoden der solaren Meerwasserentsalzung für den Notfall beruhen auf einem größeren Behälter, der das verunreinigte Wasser enthält, wie zum Beispiel einem Kochtopf oder einer Grube im feuchten Boden. Dieser Behälter wird mit einer transparenten Kunststofffolie abgedeckt, die an den Rändern des Behälters gut befestigt wird. In die Mitte dieser Kunststofffolie legt man danach irgendein nicht zu schweres Gewicht, damit die Kunststofffolie die Form eines Kegels mit stumpfem Winkel annimmt, der mit seiner Spitze nach unten zeigt. Unter diese tiefste Stelle der Kunststofffolie stellt man einen Becher zum Auffangen des hier abtropfenden Kondenswassers. Eventuell muss man diesen Becher am Anfang beschweren, damit er im Meerwasser nicht aufschwimmt, das natürlich auch nicht zu hoch in den größeren Behälter eingefüllt werden darf. Im Prinzip ist diese Methode ein umgekehrter Watercone. Außerdem kann die Oberseite dieser Kunststofffolie dann auch noch Regenwasser auffangen.

## Komplexe solare Verdunstungsanlagen
Das Ziel mehrstufiger Solardestillen ist es, die eingestrahlte Sonnenenergie mehrmals zu nutzen, um eine maximale Destillatausbeute zu erreichen. Solche Anlagen benötigen trotz einiger Erfolge noch großer Forschungs- und Entwicklungsanstrengungen. Dabei werden verschiedene Konzepte verfolgt.

### Feuchtluft-Gegenstromdestille
Dabei handelt es sich um einen geschlossenen Behälter. Es wird keine Vakuumtechnologie benötigt, der Behälter sollte nur luftdicht sein. Im größeren Bereich des Verdunstungsmoduls wird über große Tücher heißes Wasser verdunstet. Das einfließende Wasser hat eine Temperatur von 80 °C. Auf der anderen Seite befinden sich Kondensatoren, die von kaltem Meerwasser durchströmt werden. Heiße und feuchte Luft hat eine geringere Dichte als kalte und trockene Luft. Deswegen steigt die heiße und feuchte Luft hoch. Auf der anderen Seite wird sie abgekühlt, weil kaltes Meerwasser diesen großen Wärmeübertrager durchfließt. Die feuchte Luft zirkuliert von selbst. Ein Ventilator wird nicht benötigt. Daher kommt der Name Feuchtluft-Gegenstromdestille. Die Anlage benötigt eine Kollektorfläche von 37,5 Quadratmetern. Dabei wird mittags Wärme zwischengespeichert und abends zur weiteren Meerwasserentsalzung verwendet. Ein 24-Stunden-Betrieb ist jedoch noch nicht möglich. Die Produktion beträgt zwischen 488 und 536 Liter/Tag. Die Anlage hat einen spezifischen Energiebedarf von 106–114 kWh/m³ Wasser.
Vorteile: Es ist ein sehr einfaches Prinzip, das die Möglichkeit bietet, wartungsarme Systeme aufzubauen. Daher ist es dezentral einsetzbar. Trotzdem wird die Kondensationsenergie zurückgewonnen und für eine Erwärmung des Meerwassers eingesetzt. Gegenüber der einfachen Solardestille kann der Ertrag wesentlich gesteigert und damit der Flächenbedarf gesenkt werden.
Nachteile: Gegenüber der einfachen Solardestille ist ein höherer apparativer Aufwand nötig. Daher sind höhere Investitionen zu erwarten, die jedoch durch den höheren Ertrag und die geringere notwendige Kollektorfläche reduziert werden können. Ein Wasserpreis von 10–25 €/m³ ist erreichbar. Der vorgesehene Energiespeicher gewährleistet zwar eine gleichmäßige Destillatgewinnung, jedoch stellt dies eine zusätzliche Anlagenkomponente und damit eine Wärmeverlustzone dar.

### Kollektorsystem mit Wärmerückgewinnung
Das Patent DE 100 47 522 A1 basiert auf einem schrägstehenden Flachkollektor. Anders als beim Rosendahl-Kollektor kondensiert das Destillat allerdings nicht an der Glasoberfläche, sondern an dafür vorgesehenen Kondensatoren auf der Rückseite des Absorbers. Diese Kondensatoren sind durch den Absorber verschattet und gegenüber dem Verdunstungsraum thermisch gedämmt. Durch diese fließt Primärwasser, das dadurch vorgeheizt wird. Anschließend fließt das erwärmte Primärwasser über das schwarze Absorbervlies, um dort durch die Sonneneinstrahlung teilweise zu verdunsten. Die Sole fließt in die Solewanne und wird über einen Überlauf abgeführt. Durch die Temperaturdifferenz zwischen Verdunstungsraum und Kondensationsraum bildet sich eine Luftmassenzirkulation aus.
Versuche mit nicht optimierten Prototypen der Anlage haben Destillatausbeuten von bis zu 20 l/m²d ergeben. Wegen des ähnlichen Funktionsprinzips sind die Vor- und Nachteile zusammen im folgenden Artikel dargestellt.

### Destillationszyclon
Dabei handelt es sich um eine Anlage zur Erzeugung von Trinkwasser aus Meer-, Brack- oder Abwässern unter Nutzung der Solarenergie. Die Konstruktion kann in vielen verschiedenen Formen ausgeführt werden. In einer bevorzugten Ausführungsvariante stellt die Anlage ein säulenartiges transparentes System dar, das aus einer Glassäule und einer inneren Hohlsäule besteht. Durch den Einsatz von Solarspiegeln wird das Sonnenlicht auf die Säule fokussiert. Das Sonnenlicht passiert den transparenten Bereich und fällt auf die innere Hohlsäule. Diese ist außen mit einem schwarzen und hydrophilen Absorbervlies belegt und erwärmt sich durch die Einwirkung der Sonnenstrahlung stark. Über dieses Absorbervlies wird auf 95 bis 99 °C erhitztes Primärwasser geleitet, das von der Absorberoberfläche verdunstet. Das Primärwasser dient zunächst als Kühlwasser. Die feuchte Luft steigt auf und kühlt sich im Inneren der Hohlsäule an den dafür vorgesehenen Kondensatoren ab. Dort fällt die überschüssige Feuchte aus und kondensiert als reines Wasser. Das Kondensat wird unten in einem Gefäß aufgefangen und abgeleitet. Als Kühlmedium dient im ersten Kühlkreislauf das Primärwasser, das dabei vorgeheizt wird und von dem ein Teil der Kondensationsenthalpie zurückgewonnen wird. Zur weiteren Kühlung dient ein zweiter Kühlkreislauf, der aus einem externen Behälter gespeist wird. Die kalte feuchte Luft (55 °C) sinkt ab und tritt am Boden der Hohlsäule wieder in den von Sonnenstrahlen erhitzten Bereich. Dort erwärmt sich die Luft und kann wieder Wasserdampf aufnehmen, womit ein neuer Zyklus beginnt. Durch das Ungleichgewicht zwischen heißen Luftmassen im Evaporationsraum und kalten Luftmassen im Kondensationsraum baut sich im System eine eigenständige Luftmassenzirkulation auf. Die unterschiedlichen Bereiche der Anlage müssen deshalb thermisch gegeneinander hoch gedämmt sein. Der Evaporationsprozess führt trotz Solareinstrahlung zu einer deutlichen Abkühlung des Primärwassers. Dieses sammelt sich in der Solewanne. Dort findet eine Schichtung der unterschiedlichen Konzentrationen statt. Die Solewanne verfügt über einen Überlauf, der mit Hilfe eines Dükers die höchsten Konzentrationen abführt. Auf dem Absorbervlies sollten sich keine Ablagerungen infolge von zu hohen Salzkonzentrationen mit einer einhergehenden Unterschreitung der Löslichkeitsgrenze bilden. Der Primärwasserfluss sollte dementsprechend hoch genug eingestellt werden. Die Zirkulation des Kühl- und Solewassers sowie die Zuführung von Primärwasser werden durch Pumpen sichergestellt. Diese können mit einem Solarmodul versorgt werden. Die Glassäule sollte einen Durchmesser von 1,4 m und eine Höhe von 7 m aufweisen. Diese Abmessungen begünstigen die thermodynamischen Prozesse im Innern der Säule.
Vorteile: Das System ist dezentral einsetzbar. Die Leistungswerte eines Funktionstypen liegen zwischen 17 und 19 l/m²d. Damit wird eine sehr gute Wärmerückgewinnung erreicht, denn die über die solare Einstrahlung verfügbare Energie wäre für ein Drittel bis maximal die Hälfte der erreichten Destillatmengen ausreichend gewesen. Der Ertrag liegt damit über bisher bekannten Anlagen. Damit lässt sich wesentliche Kollektorfläche einsparen oder der Ertrag bei gleicher Kollektorfläche steigern.
Nachteile: Mit der vorgeschlagenen Ausführungsform, einem Durchmesser von 1,4 m und einer Höhe von 7 m ist dieses System nicht mehr einfach zu transportieren und zu handhaben. Es ist eine aufwändige Steuerungs- und Regelungseinheit notwendig, die unter den Bedingungen von südlichen Entwicklungsländern anfällig sind. Gegenüber der einfachen Solardestille ist ein höherer apparativer Aufwand nötig. Daher sind höhere Investitionen zu erwarten, die jedoch durch den höheren Ertrag und die geringere notwendige Kollektorfläche reduziert werden können. Für die notwendigen Pumpen und Steuerungssysteme ist eine Stromversorgung notwendig. Es ist nachzuweisen, dass sich die gewünschte Zirkulationsströmung stark genug ausbildet. Damit ist es kritisch zu sehen, ob sich kein Kondensat am Glas bildet, obwohl der Weg der kürzeste, das Glas windgekühlt ist und damit eine hohe Temperaturdifferenz zum Glas hin existiert.

### MEH-Verfahren – Thermische Entsalzung mit Niedertemperaturwärme z.B. aus Sonnenkollektoren
Ein weiteres thermisches Verfahren zur dezentralen Meerwasserentsalzung im klein- und mittelskaligen Produktionsbereich bis ca. 50.000 Liter am Tag stellt das Multi-Effect-Humidification/Dehumidification-Verfahren (MEH) dar. Systeme nach dem MEH-Verfahren basieren auf thermischer Energiezufuhr aus Niedertemperaturquellen (z. B. Sonnenkollektoren). Die Wärme wird einem abgeschlossenen Entsalzungsmodul zugeführt, in dem der natürliche Wasserkreislauf mit Verdunstung und Kondensation in effizienter Weise nachgebildet wird. Ausreichend große Verdunstungs- und Kondensationsflächen, bezogen auf den Energieumsatz, ermöglichen eine weitestgehende Rückgewinnung der Verdunstungswärme im Kondensator. Auf diese Weise können bei einer solar betriebenen Anlage Produktionsraten von über 25 l/m² pro Tag erzielt werden. Ebenso kann aber auch die Abwärme anderer Prozesse oder von Dieselgeneratoren dem Prozess zugeführt werden. Dieses Verfahren wurde am Bayerischen Zentrum für angewandte Energieforschung (ZAE Bayern) zur Anwendungsreife geführt.
Einen nach diesem Prinzip funktionierenden, besonders platzsparenden, transportierbaren Prototyp entwickelten Maschinenbauer der Ruhr-Universität Bochum (RUB). Durch die Verwendung von Luft als Wärmetransportmittel lässt sich die Anlage mit besonders niedrigen Temperaturen betreiben. In der Anlage rieselt erwärmtes Meerwasser durch einen Verdunstungsbefeuchter, der einströmende Luft erwärmt und zusätzlich mit Wasserdampf aus dem Meerwasser anreichert. Dabei ergibt sich eine Produktionsrate von circa 20 Liter pro m² Kollektorfläche pro Tag (bezogen auf zehn Sonnenstunden am Tag). Forschungen hierzu wurden im Rahmen des Projektes Soldes von der EU gefördert. In einer ebenfalls von der EU im Rahmen des Projektes Soldes geförderten mehrstufigen Anlage mit abwechselnd hintereinander geschalteten Luftkollektoren und Verdunstungsbefeuchtern wird ausschließlich die zirkulierende Luft, nicht aber die Sole, durch Solarkollektoren erhitzt. Dabei wird die Luft stufenweise erhitzt und befeuchtet.
Das ZAE-Bayern plante und baute im Jahr 2000 eine Anlage zur solaren Meerwasserentsalzung in Oman. Die Anlage besteht aus einem Feld von 40 m² Vakuum-Flachkollektoren, einem gedämmten Stahltank (3,2 m³) und einem thermisch betriebenen Entsalzungsturm. Die Tagesleistung beträgt ca. 800 Liter. Das Destillationsverfahren arbeitet bei Umgebungsdruck. Dabei wird erhitztes Meerwasser auf einen großflächigen Verdunster verteilt. Eine Konvektionswalze, die durch Dichte- und Feuchtedifferenzen angetrieben wird, transportiert feuchte Luft zu im Modul angeordneten Stegdoppelplatten aus Polypropylen. Diese dienen als Kondensationsflächen und werden von kaltem Meerwasser durchströmt. Durch die Kondensation der feuchten Luft an der Plattenoberfläche erwärmt sich das Meerwasser auf 75 °C.
Vorteile: Die geometrische Anordnung von Verdunstungs- und Kondensationsflächen ermöglichen einen Stoff- und Wärmefluss, der ansonsten nur durch ein aufwändiges Mehrkammernsystem realisiert werden kann. Damit wird eine Wärmerückgewinnung erreicht, die den thermischen Energiebedarf der Entsalzungsanlage auf etwa 100 kWh/m³ Destillat gegenüber der Verdampfungsenthalpie bei Wasser von 690 kWh/m³ senkt. Die Wärmerückgewinnung liegt damit nur wenig unter den wartungs- und technologieaufwändigen Vakuumverdampfungsanlagen. Daher bietet sich die Anlage für einen dezentralen Einsatz in strukturschwachen Gebieten an.
Nachteile: Gegenüber der einfachen Solardestille ist ein höherer apparativer Aufwand nötig. Daher sind höhere Investitionen zu erwarten, die jedoch durch den höheren Ertrag und die geringere notwendige Kollektorfläche reduziert werden können. Wobei die Kondensationswärme nur teilweise zurückgewonnen wird. Außerdem werden Pumpen zur Wasserzirkulation benötigt.
Das Fraunhofer-Institut für Solare Energiesysteme hat dieses Prinzip in dem Projekt „SODESA“ eingesetzt. Diese Versuchsanlage hat ein 56 m² großes Kollektorfeld. In dem Projekt wurden Kollektoren entwickelt, bei denen das heiße Meerwasser direkt durch den Absorber hindurchfließen konnte. Es durfte deswegen kein Kupferabsorber sein, da dieses Material sofort korrodiert. Es wurden Kollektoren entwickelt, bei denen der Absorber aus Glas besteht.

### Multi-Effekt-Destille
Die Multi-Effekt-Destille arbeitet nach dem Mehrstufenprinzip, bei dem die Kondensationsenthalpie als Energiequelle für die nächstfolgende Stufe genutzt wird. Die einfallende Sonnenstrahlung erwärmt das unter einer Glasscheibe liegende Absorberblech. Auf der Rückseite des Blechs ist ein Viskosetuch aufgebracht, das mit Salzwasser beschickt wird. Ein Anteil des Salzwassers verdunstet, kondensiert auf dem darunterliegenden kühleren Blech und gibt die Kondensationsenthalpie an die folgende Stufe ab. Die Auswertungen der Versuchsergebnisse für einen vierstufigen Prototyp ergaben hohe Wärmerückgewinnungsfaktoren in den einzelnen Stufen (ca. 70 %). Die maximal erzielten Destillaterträge liegen jedoch nur etwa 50 % über den Ergebnissen der einfachen Solardestille. Ursache sind die hohen Wärmeverluste in der ersten Absorberstufe, in der nur ca. 20 % der einfallenden Strahlung in Nutzenergie umgesetzt werden. Verbesserungen des Systems durch eine Doppelglasabdeckung oder eine transparente Wärmedämmung und/oder durch Einsatz eines selektiv beschichteten Absorbers lassen daher weitere Ertragssteigerungen erwarten. Gut bewährt hat sich die Befeuchtung des Systems mit Hilfe der Viskosetücher. Ein Abtropfen der Sole und eine Vermischung des Salzwassers mit dem Destillat wurde nicht beobachtet. Salzgehaltprüfungen ergaben eine sehr gute Destillatqualität. Berücksichtigt werden muss jedoch der hohe Aufwand für Betrieb und Wartung der Anlage.

### Aquadestil
Das Meer- oder Brackwasser (15–25 °C) durchströmt die Kondensatoren von unten nach oben und erwärmt sich dabei. Am oberen Ende fließt das Kühlwasser aus den Kondensatoren auf die Verdunstungsfläche (gelochten Noppenflächen). Über der Verdunstungsfläche befindet sich ein Heizkörper, der von solar erwärmtem Thermoöl durchströmt wird. Die dafür notwendigen Kollektoren befinden sich außerhalb der Anlage. Das Wasser strömt über die Oberfläche, erwärmt sich und verdunstet dabei. Die feuchte Luft steigt auf, und Destillat kondensiert an den Kondensatoren. Das Kondensat fließt ab, wird in einer Auffangrinne gesammelt und aus der Anlage geführt. Die überschüssige Sole fließt zurück ins Meer. Nach Herstellerangaben ergibt sich bei einem 1,5 kW Solarkollektor eine Destillatleistung von 12–18 l/h. Damit liegt der Destillatpreis bei 3,9–5,7 €/m³.
Eine Weiterentwicklung nutzt den entstehenden Dampf zur Vorheizung. Anschließend erfolgt die Verdampfung in Stufenverdampfern.
Vorteile: Die Anlage ist einfach und kompakt aufgebaut und eignet sich daher für den dezentralen Einsatz. Für diese Anlage ist keine Regelung erforderlich. Um große Mengen Trinkwasser zu erzeugen, können die Module gestapelt werden, um den Flächenbedarf zu verringern.
Nachteile: Gegenüber der einfachen Solardestille ist ein höherer apparativer Aufwand nötig. Daher sind höhere Investitionskosten zu erwarten, die jedoch durch den höheren Ertrag und die geringere notwendige Kollektorfläche reduziert werden können, wobei die Kondensationsenthalpie nur teilweise zurückgewonnen wird. Außerdem werden Pumpen zur Wasserzirkulation benötigt.

### Verfahren mit direkter Rückgewinnung der Kondensationsenthalpie
In diesem Fall findet Verdunstung und Kondensation in mehreren Stufen statt. In den Kammern der einzelnen Stufen zirkuliert Luft aufgrund natürlicher Konvektion. Zwischen den einzelnen Stufen findet kein Luftaustausch statt. Das Verfahren eignet sich für Kleinstanlagen, denn es ist kein Ventilator notwendig. Auf eine Pumpe kann ebenfalls verzichtet werden, wenn das Rohwasser aus einem höhergelegenen Tank entnommen und ein Thermosyphonkollektor verwendet wird. Für eine Anlage mit 2 m² Kollektorfläche wurde eine theoretische Produktionsleistung von 25 l/m²d bei einer Jahreseinstrahlung von 1750 kWh/m² berechnet. Dies konnte bisher experimentell nicht bestätigt werden. (Anwendung bei FH Aachen, Abschnitt 1.3.9)

### Verfahren mit indirekter Rückgewinnung der Kondensationsenthalpie
Um einen großen Teil der Kondensationsenthalpie in thermische Energie des Wärmeträgermediums übertragen zu können, müssen relativ große Massenströme erzeugt werden, die entsprechende Pumpenleistungen erfordern. Da der Verdunstungsbefeuchter und der Kondensator keine Einheit mit direktem thermischen Kontakt darstellen, sind viele konstruktive Möglichkeiten zur Gestaltung der beiden Anlagenelemente möglich. Um im Befeuchter eine möglichst große Oberfläche zu erreichen, können die verschiedensten Materialien wie Holzlamellen (Nawayseh et al. 1997), Dornbüsche (Gräf 1998) oder Polypropylen-Matten (Fuerteventura) eingesetzt werden. Mit einer Kollektorfläche von 47,2 m² geben Müller-Holst und Engelhardt (1999) Tagesleistungen von 11,7 bis 18 l/(m² Tag) für diese Anlage an. Um diese Leistungen erreichen zu können, wurden speziell für das Verfahren entwickelte, von Sole durchflossene Flachkollektoren und ein thermischer Energiespeicher genutzt. Der Speicher ermöglicht einen Anlagenbetrieb über 24 Stunden. Die Produktionskosten werden auf etwa 11 €/m³ Destillat beziffert.

### Mehrstufige Meerwasserentsalzung (FH Aachen)
Am Solar-Institut Jülich wurde eine optimierte Entsalzungsanlage entwickelt, die bei gleicher Energiezufuhr ein Vielfaches herkömmlicher Solardestillen liefern soll. Mit der Entwicklung einer optimierten Prototypanlage und eines dynamischen Rechenmodells als Dimensionierungshilfe für thermische Meer- und Brackwasser-Entsalzungsanlagen wurde die Voraussetzung zur Vermarktung geschaffen. Durch externe Wärmezufuhr wird Salzwasser in der unteren Stufe auf ca. 95 °C erhitzt und anschließend verdunstet. Der Wasserdampf in der aufsteigenden feuchten Luft kondensiert an der Unterseite der darüberliegenden Verdunsterstufe. Das Kondensat läuft entlang der Schrägen in eine Sammelrinne und von dort in einen Sammelbehälter. Die durch Kondensation freiwerdende Verdampfungsenthalpie (d. h. = 2250 kJ/kg) wird an die jeweils darüberliegende Stufe abgegeben und erwärmt auf diese Weise das dort befindliche Salzwasser. Dieser Vorgang führt wiederum zur Verdunstung und Kondensation in der nächsthöheren Stufe. Da die Kondensationswärme in den nächsten Stufen mehrmals zur Verdunstung genutzt wird, ist die Entsalzungsrate dieses Anlagentyps im Vergleich zu einfachen Destillen um ein Vielfaches höher. So kann mit diesem Verfahren der Wärmerückgewinnung der Kondensationswärme in der nächsthöheren Stufe zum Beispiel bei einer vierstufigen Anlage ungefähr die dreifache Destillatmenge bei gleichem Energieeinsatz gewonnen werden. Bereits durchgeführte Optimierungen sagen bei einer fünfstufigen Destille einen Energiebedarf 180 kWh/m³ (648 kJ/kg) Destillat voraus. Das entspricht weniger als einem Drittel des Energiebedarfs einer einfachen Destille (2250 kJ/kg). Viele Faktoren beeinflussen die Verdunstung und Kondensation, da es sich um gekoppelten Diffusions- und Konvektionstransport handelt. In besonderem Maße wirken sich Verdampfungs- und Kondensationstemperatur sowie geometrische Faktoren (Abstand der Flächen, Neigungswinkel der Kondensationsfläche) aus.
Vorteile: Zum Antrieb der Anlage können verschiedene Wärmequellen genutzt werden, wie z. B. über Kollektoren eingekoppelte Solarenergie oder Abwärme von Dieselgeneratoren bzw. anderen mechanischen Maschinen. Aufgrund der vergleichsweise niedrigen Investitionskosten ist eine dezentrale Anwendung möglich. Gegenüber der einfachen Solardestille kann der Ertrag wesentlich gesteigert und damit der Flächenbedarf gesenkt werden. Bei einer entsprechenden Anordnung ist eine Umlaufpumpe nicht notwendig.
Nachteile: Gegenüber der einfachen Solardestille ist ein höherer apparativer Aufwand nötig. Daher sind höhere Investitionskosten zu erwarten, die jedoch durch den höheren Ertrag und die geringere notwendige Kollektorfläche reduziert werden können.

## Solare Verdampfungsanlagen

### Mehrfacheffektverdampfung (MED)
El-Nashar et al. (1987) lieferten Ergebnisse aus der einjährigen Testphase einer mit evakuierten Röhrenkollektoren betriebenen MED-Anlage in Abu Dhabi in den Vereinigten Arabischen Emiraten. Die Produktionsrate betrug 100 m³/Tag bei einer Kollektorfläche von 1860 m². Damit lieferte diese Anlage durchschnittlich 54 Liter Destillat pro Tag und m² Kollektorfläche. Milow und Zarza (1997) berichten von den mehrjährigen Betriebserfahrungen mit einer 14-stufigen MED-Versuchsanlage in Almería, Spanien. Diese Anlage wird durch Parabolrinnenkollektoren in Kombination mit einer Absorptionswärmepumpe betrieben und erzeugt etwa 72 m³/Tag. Die Wassergestehungskosten werden mit 2,5 €/m³ für den Standort Südspanien angegeben, wenn 45 Prozent der benötigten Prozesswärme über konventionelle Energieträger bereitgestellt wird. Für mittelgroße solare Meerwasserentsalzungsanlagen wird eine Kombination aus thermischen Solarkollektoren mit einem thermischen Speicher als wirtschaftliche Lösung angesehen. Für solche Anlagen mit einer Tagesleistung von 270 m³ Destillat wird ein Wassererzeugungspreis von 2–2,5 €/m³ angegeben. Die Produktionsleistung ergibt 7,8 l/m² Destillat.

### Mehrstufige Entspannungsverdampfung (MSF)
Es gab in Kuwait in den 80er Jahren Versuche mit einer von Parabolrinnenkollektoren betriebenen zwölfstufigen MSF-Anlage zur solaren Meerwasserentsalzung. Mit einer Kollektorfläche von 220 m² produzierte die Anlage bei maximaler Einstrahlung etwa 300 l/h. Ein 7 m³ großer Tank dient als thermischer Speicher und ermöglichte einen 24-Stunden-Betrieb.
AQUASOL-Projekt:
Das AQUASOL-Projekt wurde vom ZAE-Bayern in Zusammenarbeit mit der Firma Moik und der TU-München realisiert. Das Funktionsprinzip des AQUASOL-Verfahrens setzt auf eine nur einstufige Entspannungsverdampfung mit anschließender Luftbefeuchtung. Dabei wird Wasser in einem Druckkreislauf bis knapp unterhalb des jeweiligen Siedepunktes erwärmt und anschließend auf Umgebungsdruck entspannt. Als geeignete Betriebsparameter wurde die Erwärmung auf 120 °C bei einem Absolutdruck von 2 bar bestimmt. Bei einer solar betriebenen Anlage werden 6 m² Vakuumröhrenkollektoren von STIEBEL ELTRON SOL 200 A benötigt. Die Standard-Modulköpfe der Kollektoren wurden aus seewasserfestem Stahl 1.4539 nachgebaut und ersetzt. Die Solarmodule wurden mit einer einachsigen Nachführeinrichtung ausgestattet.
Vorteile: Die Anlage ist aufgrund ihrer Größe dezentral einsetzbar und kann solar betrieben werden.
Nachteile: Da die Anlage nur einstufig betrieben wird, ist der Anlagenwirkungsgrad zu gering. Dabei ist der Energiebedarf durch die Verdampfung und die hohen Temperaturen sehr groß. Außerdem ist der technische Aufwand durch die benötigten Anlagenkomponenten, wie Entspannungskammer mit Druckkreislauf und Druckbehälter sowie eine seewasserfeste Zirkulationspumpe sehr groß. Daher wurde das Ziel, eine besonders wartungsfreundliche Anlage zu bauen, nicht erreicht. Die Anlage kann von der einheimischen Bevölkerung nicht selbstständig gewartet werden. Daher ist die Anlage sehr teuer. Aufgrund der vielen Nachteile hat das ZAE-Bayern entschieden, diese Technologie nicht weiterzuverfolgen und stattdessen auf eine Verdunsterkolonne mit Füllkörpern zur Vergrößerung der Verdunstungsoberfläche zu setzen.

### Markopulos-Patent
Dabei handelt es sich um ein von der EU gefördertes Projekt auf der Grundlage des Markopulus-Patentes. Dieses hat zum Ziel, durch Verdampfung von Meerwasser mit Hilfe von thermischen Solarkollektoren und PV-Zellen Trinkwasser zu gewinnen: Es besteht aus einem Unterdruckverdampfungsgefäß und einem darin liegenden Kondensationsgefäß, das unter Normaldruck steht und in die flüssige Phase des Verdampfungsgefäßes eingetaucht ist. Eine Vakuumpumpe fördert Dampf aus dem Verdampfungsgefäß in das Kondensationsgefäß. Dort kondensiert der Dampf am von Meerwasser durchströmten Wärmeübertrager und gibt die Energie damit an das zu verdampfende Meerwasser ab. Der Betrieb der Anlage bei Unterdruck (50 mbar) ermöglicht den Einsatz von Niedertemperaturwärme (33 °C), was Wärmeverluste an die Umgebung verringert. Die Energiebilanz dieser Anlage soll dem Patent entsprechend günstiger sein als bei bisherigen Anlagen.
Die Erwärmung des Verdampfungsgefäßes erfolgt durch einen Solarkollektor, der damit die Wärmeverluste der Anlage ausgleicht. Dies erfolgt durch einen gesonderten Solarkreislauf mit einem fluiden Wärmeträgermedium, das durch den Solarkollektor, die Heizeinrichtung im Innern des Verdampfers und durch die Umwälzpumpe strömt. Die elektrischen Komponenten der Anlage, wie Pumpen, Ventile und Steuerung, sollten von einem PV-Modul gespeist werden. Die gesamte Anlage befindet sich in einem Container und ist damit sehr leicht zu transportieren und am Anwendungsort aufstellbar. Nach dem Markopulus-Patent ermöglicht eine beispielhafte Ausführungsform des Verdampfungsgefäßes mit einer Grundfläche von 1,2 × 2 m eine Trinkwasserproduktionsleistung von 50 m³/h. Dabei soll ein Unterdruck von 50 mbar herrschen. Dies ermöglicht eine Verdampfungstemperatur von 33 °C. Im Kondensator wird eine Temperatur von 70 °C erreicht.
Vorteile: Die Anlage ist kompakt aufgebaut, leicht zu transportieren und damit dezentral einsetzbar. Eine nachhaltige und autarke Energieversorgung ist bei einem Einsatz von regenerativen Energien (Sonne, Wind) gewährleistet. Auch Abwärme kann genutzt werden.
Nachteile: Die angegebene Trinkwasserproduktion von 50 m³/h erscheint zweifelhaft. Dazu müssten pro Stunde 1,25 Millionen m³ Dampf mit einer Vakuumpumpe abgesaugt werden. Dies erscheint nicht realisierbar. Der Energieaufwand zur Erzeugung des Unterdruckes ist enorm und stellt den Hauptenergiebedarf der Anlage dar. Zur Verdampfung dieser Menge Wasser würden 30 MW Leistung benötigt, vergleichbar mit einem kleinen Kraftwerk. Dazu jedoch ist die Anlage zu klein mit einer zu geringen Wärmeübertragerfläche. Dagegen scheint eine Dampfproduktion von 50 m³/h mit einem derartigen Apparat realisierbar. Jedoch erscheint die Wärmeübertragerfläche auch hierfür zu gering, da ein Wärmeübergang nur an den äußeren Flächen des Kondensators und an den Durchbrüchen stattfinden kann. Die Erzeugung eines Unterdruckes von 50 mbar ist energieaufwändig und deshalb ebenfalls in Zweifel zu ziehen.

### Einfache, autonome Meerwasserentsalzungsanlagen
Ziel der Entwicklung ist eine günstig herstellbare, einfach zu bedienende Anlage für den Wasserbedarf einer Familie bis zu dem eines kleinen Dorfes. Salzwasser soll ohne aufwändige Vorbehandlung direkt der Anlage zugeführt werden können. Mit der Zeit entstehende Ablagerungen und Verkrustungen sollen sich leicht wieder entfernen lassen. Die Anlage soll nur aus einfachen Komponenten bestehen (keine Druckgefäße etc.).

### Scheffler-Meerwasserentsalzungsanlage
Als Energiequelle sind die bewährten 2 m² großen (8 m² bei größeren Anlagen) Scheffler-Reflektoren vorgesehen, die das Salzwasser zum Kochen bringen. Zwischen August und November 2000 wurde bereits ein mehrstufiger Prototyp gebaut. In der Mitte kocht Salzwasser. Der entstehende reine Wasserdampf kondensiert an einem Zylinder. Die freiwerdende Kondensationswärme erhitzt wiederum Salzwasser, das durch ein Gewebe auf der anderen Seite des Zylinders herabsickert. Erhitzt gibt es auch reinen Wasserdampf ab, der dann am nächsten Zylinder kondensiert. Die Verwendung von vier Kondensationsstufen steigert die Ausbeute an reinem Trinkwasser um den Faktor 3 gegenüber nur einer Stufe. Das Prinzip ist nicht neu, wurde aber hier durch die Verwendung eines Scheffler-Spiegels, der mit sehr guter Effizienz Wärme bei über 100 °C bereitstellen kann, sehr kompakt und materialsparend umgesetzt.
Vorteile: Eine dezentrale Anwendung ist möglich. Es werden die bewährten Scheffler-Reflektoren verwendet. Statt zum Kochen wird die konzentrierte Energie jedoch zur Meerwasserentsalzung verwendet.
Nachteile: Beim Prototyp traten Probleme bei der Bedienbarkeit der Anlage auf. Außerdem waren einige Materialien ungeeignet. Es muss nach anderen Materialien gesucht werden. Die Anlage sollte noch in der Praxis getestet werden. Statt der zylindrischen Flächen sollte ein zeltartiger Aufbau aus beständigen Folien verwendet werden.

### Lavaldüse - Meerwasserentsalzungsanlage
Die Anlage besteht aus einer Verdampfungs- und einer Kondensationskammer. Die Verdampfungskammer wird durch direkte Sonneneinstrahlung und auch durch Kollektoren aufgeheizt. Die Kammer ist vorzugsweise mit „Dornbuschästen“ aufgefüllt, um die Strahlungsabsorption, die Verdampfungsfläche und die Sollstellen für das Ausfällen von Salzen zu optimieren. Der entstandene Dampf wird durch Lavaldüsen in die mit Primärwasser gekühlte Kondensationskammer geleitet. Beim Durchgang durch die Lavaldüsen beschleunigt, entspannt und kühlt sich zugleich (adiabatisch) der Dampf. Infolgedessen „regnet“ es ständig in der Kondensationskammer.
Die Anlage (DE 20 2012 009 318.5) sollte noch in der Praxis erprobt werden.

## Anwendungen
In vielen Gebieten, in denen aus Meerwasser Trinkwasser gewonnen wird bzw. der Meerwasserentsalzung ein großes Potenzial zugeschrieben wird (Entwicklungsländer), bietet sich eine Kombination von Entsalzungsanlagen mit erneuerbaren Energien wie Wind- und Solarenergie an. So läuft auf Teneriffa seit 1997 eine Meerwasserentsalzungsanlage der Firma Enercon, die mit Windenergie betrieben wird.
Es gibt Überlegungen, den Druck am Fuß von Fallwindkraftwerken zu nutzen, um mit Hilfe der Umkehrosmose Trinkwasser herzustellen. Der dafür notwendige Druck von ca. 70 bar würde bei wirtschaftlichen (und technisch realisierbaren) Dimensionen des Fallturms von 1200 m Höhe und 400 m Durchmesser erreicht. Besonders die küstennahen Gebiete Nordafrikas und der Golfregion würden sich für solche Projekte eignen.
Solare und frei skalierbare Trinkwasseraufbereitung mit dezentralen Systemen, die aus fast jedem Rohwasser Trinkwasser gewinnen können, sind ideal einsetzbar nicht nur in Entwicklungsländern, sondern in fast jedem Land, wo ausreichend Sonne und ausreichend „Rohwasser“ vorhanden ist. Solche Anlagen laufen nach dem „RSD Rosendahl System“ seit vielen Jahren wartungsfrei u. a. in Puerto Rico und in vielen anderen Ländern.
Ein Pionier auf dem Gebiet der Meerwasserentsalzung war der britische Arzt James Lind, der 1758 entdeckte, dass sich aus dem Dampf von erhitztem Meerwasser trinkbares Wasser gewinnen ließ, das wie Regenwasser schmeckte.